# 애인 교실
《애인 교실》은 1973년 공개된 대한민국의 영화이다.

## 배역
- 신성일
- 윤정희
- 김지수
- 신일용
- 김미영
- 윤화영
- 천동석
- 조덕성
- 김문주
- 선우승은
- 추봉